# Стеллеропсис алтайский
Стеллеропсис алтайский (лат. Stelleropsis altaica) — вид растений рода Стеллеропсис (Stelleropsis) семейства Волчниковые (Thymelaeaceae).

## Распространение и экология

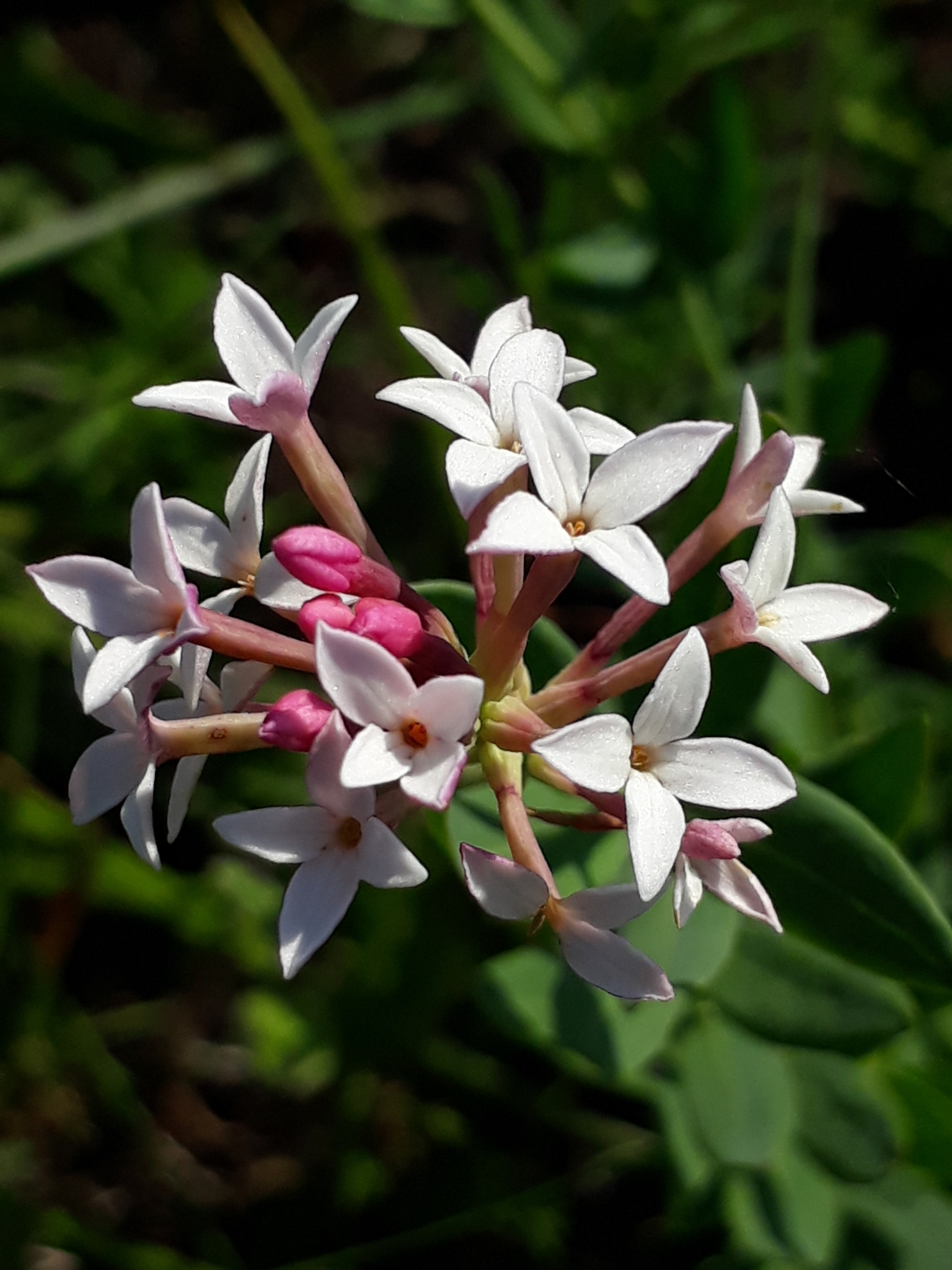
Соцветие

Эндемик Алтая, ареал которого ограничен Северо-Западным и Центральным Алтаем. Вид приурочен к сухим щебнистым горным открытым склонам с растительностью степного характера в нижнем поясе гор, в степных и луговых сообществах. В местах произрастания не образует сплошного покрова и не бывает фоновым растением, а его особи единично рассеяны в травяном покрове. Кальцефильное растение с узкой экологической амплитудой и пониженной способностью к возобновлению.

## Ботаническое описание
Многолетнее растение с толстым стержневым корнем и каудексом, образующим многочисленные неветвистые побеги 20—40 см высотой, у основания древеснеющие. Листья многочисленные, на очень коротких черешках, голые, пластинки их эллиптические, на верхушке заострённые.
Цветки собраны на верхушках стеблей в компактную кисть, удлиняющуюся при отцветании. Околоцветник гвоздевидный, четырёхлопастный, с красноватой трубкой 8—10 мм длины; лопасти овальные, изнутри белые. Цветки имеют сильный аромат гвоздики. Орешки грушевидные, заключенные в нижний членик околоцветника.
Цветёт в июне—июле.

## Охрана
Вид внесён в Красные книги России и некоторых субъектов России: Республики Алтай и Алтайского края (охраняется в заповеднике «Тигирекский», на территории заказника «Чинетинский»).

## Синонимы
- Diarthron altaica (Thiéb.-Bern. ex Pers.) Kit Tan (1982)
- Passerina racemosa Wikstr. (1818)
- Stellera altaica Thiéb.-Bern. ex Pers. (1805)basionym
- Wikstroemia altaica (Thiéb.-Bern. ex Pers.) Domke (1932)